# Cottel Island
Cottel Island is een eiland van 22 km² in de Canadese provincie Newfoundland en Labrador. Het eiland ligt in Bonavista Bay, een grote baai aan de oostkust van het eiland Newfoundland. Cottel Island telt één dorp: St. Brendan's.

## Geografie
Cottel Island is met 22,05 km² het grootste eiland van Bonavista Bay. Het ligt zo'n 4 km voor de kust van Newfoundland in een deel van de baai dat bezaaid ligt met vele tientallen kleine eilanden. Zowel direct ten noorden als direct ten zuiden van het eiland ligt één groot eiland, respectievelijk Pitt Sound Island en Willis Island. 
Cottel Island is 11,5 km lang langsheen zijn zuidwest-noordoostas en is vrijwel nergens meer dan 3 km breed.

## Demografie
Het eiland telt vier plaatsen, namelijk St. Brendan's, Shalloway Cove, Haywards Cove en Dock Cove. Al deze plaatsen maken deel uit van de gemeente St. Brendan's die zich uitstrekt over de noordoostelijke helft van Cottel Island. In 1991 telde St. Brendan's 378 inwoners. In 2021 stelde de census een inwoneraantal van 125 vast, wat neerkomt op een demografische daling van 66,9% in 30 jaar tijd.

## Transport
Cottel Island is bereikbaar via de veerboot die meermaals per dag de oversteek maakt naar Burnside, een gehucht op het schiereiland Eastport (op het "vasteland" van Newfoundland). De tocht duurt één uur.